# Husum Station
|  | For stationen i Sydslesvig, se Bahnhof Husum. |
Husum Station er en station på Frederikssundbanen, og er dermed en del af Københavns S-togs-netværk. Stationen åbnede i 1880, kort efter at jernbanen til Frederikssund åbnede. S-togstrafikken på denne del af banen begyndte 15. maj 1949. Stationen betjener bydelen Husum og er desuden den, der ligger nærmest Mørkhøj og det nordlige Rødovre. Stationen ligger desuden i gangafstand fra det lokale trafikknudepunkt, Husum Torv.
Stationen består af to spor med en delvist overdækket øperron imellem. Stationen ligger i en banegrav med trappe og elevator i den sydøstlige ende til en bro for Islevhusvej, hvor der er busstoppesteder. Desuden ligger der en gammel vendesløjfe for busser, men den er ikke længere i brug. På selve perronen var der tidligere en stationsbygning, men den er nu revet nede. I den nordvestlige ende af perronen er der en trappe til en gangbro, der fører en sti langs med Vestvolden over banen.

## Galleri
- Husum Station set fra Islevhusvej.
- Elevator og trappe til Islevhusvej.
- Overdækket del af perronen.
- Læskur på perronen.
- Gangbro ved Vestvolden.
- Stationen set fra nordvest.

## Antal rejsende
Ifølge Østtællingen var udviklingen i antallet af dagligt afrejsende:
| År   | Antal | År   | Antal | År   | Antal | År   | Antal |
| ---- | ----- | ---- | ----- | ---- | ----- | ---- | ----- |
| 1957 | 2.609 | 1974 | 2.035 | 1991 | 1.766 | 2001 | 1.725 |
| 1960 | 2.634 | 1975 | 1.773 | 1992 | 1.787 | 2002 | 2.255 |
| 1962 | 2.690 | 1977 | 1.529 | 1993 | 1.797 | 2003 | 2.380 |
| 1964 | 2.669 | 1979 | 1.825 | 1995 | 1.831 | 2004 | 2.595 |
| 1966 | 2.780 | 1981 | 1.946 | 1996 | 1.799 | 2005 | 2.714 |
| 1968 | 2.694 | 1984 | 1.731 | 1997 | 2.092 | 2006 | 3.022 |
| 1970 | 2.823 | 1987 | 1.717 | 1998 | 1.787 | 2007 | 2.340 |
| 1972 | 2.537 | 1990 | 1.669 | 2000 | 1.893 | 2008 | 2.272 |